# Tia Fuller
Pour les articles homonymes, voir Fuller.
Tia Fuller, née le 27 mars 1976 à Aurora, est une saxophoniste alto et soprano américaine.
Membre de Suga Mama, le groupe qui accompagne Beyoncé sur scène de 2007 à 2010, elle a publié plusieurs albums en tant que leadeuse. Son album Diamond Cut (en) est nommé au Grammy Award du meilleur album de jazz instrumental en 2019. Elle est également enseignante au Berklee College of Music de Boston.

## Biographie

### Famille
Le grand-père paternel de Tia Fuller faisait partie de The Ink Spots. Ses parents, enseignants en école primaire, sont musiciens amateurs : son père Fred est contrebassiste, sa mère Elthopia chanteuse.
Sa grande sœur Shamie Royston est pianiste professionnelle, et joue sur plusieurs albums de Tia Fuller.

### Jeunesse
Tia Fuller nait le 27 mars 1976 à Aurora dans le Colorado. À la maison, on écoute Sarah Vaughan, John Coltrane, Charlie Parker, Ben Webster et Ella Fitzgerald. Sa mère, qui enseigne le théâtre, enmmène ses enfants au musée ou voir des pièces.
Elle prend des cours de piano classique dès ses 3 ans et jusqu'à ses 13 ans,. Si elle désire jouer du saxophone au point de porter des bijoux ayant la forme de l'instrument,, c'est d'abord la flûte qu'elle apprend à 9 ans, avant de se mettre au saxophone à 11 ans,. Ses parents, en particulier son père, l'encouragent à ne pas avoir peur de jouer, ayant en tête les obstacles qu'ont à affronter les femmes musiciennes.
Elle pratique également la gymnastique, la danse et le théâtre.

### Études
En terminale, elle fait un solo avec l'orchestre de l'école sur I Hear a Rhapsody : elle réalise à ce moment-là qu'il lui est possible de devenir musicienne professionnelle. Elle écoute alors Eric Marienthal, Vincent Herring, ainsi que Black Codes from the Underground de Wynton Marsalis (1975) et Somethin' Else de Cannonball Adderley (1958). Elle joue dans des fêtes avec le groupe de sa famille, appelé Fuller Sound, et à partir de 18 ans, elle se met à sérieusement fréquenter les clubs de jazz de la région de Detroit.
En 1998, elle finit son Bachelor of Arts Summa cum laude au Spelman College (en) à Atlanta, une université historiquement réservée aux femmes noires, où elle étudie auprès de Joe Jennings. Une bourse lui permet d'étudier à l'université du Colorado à Boulder, où elle obtient un master Summa cum laude en musique, pédagogie du jazz et interprétation en 2000,.

### Début de carrière
Une fois diplômée, elle s'installe à Cherry Hill dans le New Jersey, près de New York, deux jours avant les attentats du 11 septembre 2001,. Elle commence par jouer dans des restaurants ou lors de mariages, et donne des cours de lecture, de maths et d'informatique dans une petite école catholique. Elle fréquente les clubs de jazz et petit à petit, elle travaille avec de nombreux musiciens, comme le Ellington Big Band, T. S. Monk, Don Byron, Wycliffe Gordon, Ralph Peterson, Jon Faddis, Gerald Wilson, Don Braden ou Nancy Wilson,.
Elle dirige également ses propres groupes. Pillar of Strength, son premier album en tant que leadeuse, parait en 2005.
Elle enregistre également avec Sean Jones, Terri Lyne Carrington et Dianne Reeves.

### Avec Beyoncé

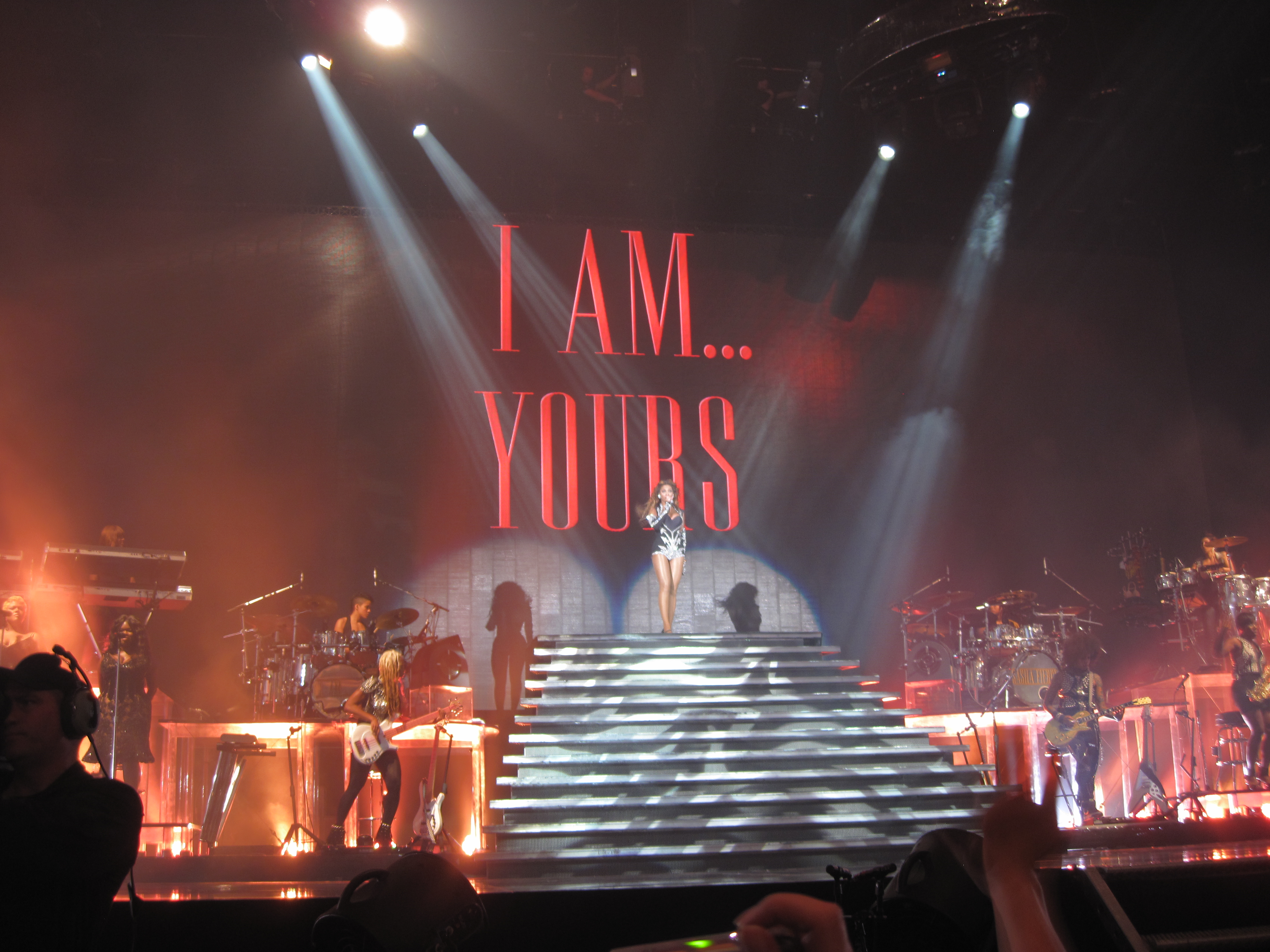
Beyoncé en concert en 2009, avec un groupe dans lequel joue Tia Fuller.

En 2005, alors qu'elle est en train d'enregistrer son deuxième album Healing Space, elle participe au long processus d'auditions pour faire partie de Suga Mama, le groupe qui accompagne Beyoncé lors de tournées en Europe, en Égypte ou au Japon,,. Elle est retenue pendant la première phase de sélection, parmi plusieurs milliers de participantes, et c'est la chanteuse elle-même qui la retient pour le groupe,. 
Sur scène, elle joue du saxophone, participe aux chorégraphies en talons aiguilles, et apprend en observant la façon dont la chanteuse, perfectionniste, organise son travail sur scène, du travail des musiciens aux lumières.
On l'entend sur deux albums live de Beyoncé : I Am... Yours: An Intimate Performance at Wynn Las Vegas (en) et The Beyoncé Experience Live,. Elle apparait également dans de nombreuses émissions télévisées, comme The Oprah Winfrey Show, Good Morning America ou sur la scène des Grammy Awards en 2010, et joue devant Barack Obama à la Maison-Blanche. Après une pause en 2010, elle quitte définitivement le groupe en 2013, quand elle est appelée pour enseigner au Berklee College of Music, ce qui coïncide avec son envie de jouer sa propre musique,.

### Carrière en tant que leadeuse
Son deuxième album Healing Space paraît en 2007. Trois des morceaux sont écrits par sa sœur, la pianiste Shamie Royston,.
En 2010 paraît Decisive Steps, avec un groupe féminin composé de sa sœur pianiste Shamie Royston, de la batteuse Kimberly Thompson et de la bassiste Miriam Sullivan. On y entend également comme invités Christian McBride, le trompettiste Sean Jones et Warren Wolf. L'album, qui parle des « pas décisifs » (Decisive Steps) que l'on fait pour atteindre son but, atteint la 50e place des ventes d'album de jazz. La revue JazzWeek le classe en première position pendant deux semaines, et le nomme pour son Meilleur album de jazz. En concert, à la suite de son expérience auprès de Beyoncé, elle réfléchit à l'aspect visuel de son spectacle, notamment en faisant participer des danseuses.
Son quatrième album Angelic Warrior parait en 2012, avec sa sœur Shamie Royston et son beau-frère bassiste Rudy Royston, ainsi que Terri Lyne Carrington, John Patitucci et en invitée Dianne Reeves,,. L'album atteint la 34e place des ventes d'album de jazz. La même année, elle accompagne Esperanza Spalding en tournée, après avoir été assistante directrice musicale sur son album Radio Music Society,.
Produit par Terri Lyne Carrington, Diamond Cut (en) parait en 2018. Sur ce disque sans pianiste, on trouve deux sections rythmiques avec notamment Jack DeJohnette, Dave Holland, Terri Lyne Carrington et Bill Stewart. Le guitariste Adam Rogers (en) joue sur tout l'album. L'écriture du répertoire commence en 2015, lorsqu'elle tourne avec le Mack Avenue Super Band, dans lequel on retrouve notamment Gary Burton et Christian McBride,. L'album, salué par la critique,,, monte à la 23e place des ventes d'album de jazz, et il est nommé au Grammy Award du meilleur album de jazz instrumental,, Fuller étant seulement la deuxième femme à figurer dans cette catégorie après Terri Lyne Carrington,.
En 2019, elle se sert de la notoriété offerte par cette nomination aux Grammys pour dénoncer le sexisme dans le milieu du jazz, à travers une tribune publiée sur le site de NBC News,. La tribune lui attire de nombreux soutiens.
Elle participe à la bande originale du film Soul des studios Pixar, dans lequel elle double la saxophoniste Dorothea Williams.
En février 2022, à l'occasion du Mid-Atlantic Jazz Festival, elle participe à un concert intitulé « The Alto Madness Summit » (« Le Sommet de la folie de l'alto ») aux côtés de Sharel Cassity (en) et Lakecia Benjamin.

### Enseignement
En parallèle de sa carrière de musicienne, Tia Fuller donne des cours et des masterclass, notamment au Institute of Jazz Studies (en) du New Jersey, au Mile High Jazz Camp, à l'université du Colorado à Boulder, au Stanford Jazz Workshop, à l'université Drexel, à l'université d'État de Montclair ou à l'université d'État du Nouveau-Mexique.
À partir de 2013, elle est enseignante à plein temps au Berklee College of Music de Boston, ville où elle s'installe. Au sein de l'établissement, elle dirige également plusieurs ensembles et a monté plusieurs spectacles,. Le vice-président de l'école Ron Savage dit qu'elle y a apporté un nouveau courant culturel sur le plan musicial et institutionnel : elle « est arrivée avec une vision, une éthique de travail et la patience nécessaire afin d'affronter les questions administratives, et rapidement elle est devenue l'un des phares de Berklee ».

## Récompenses

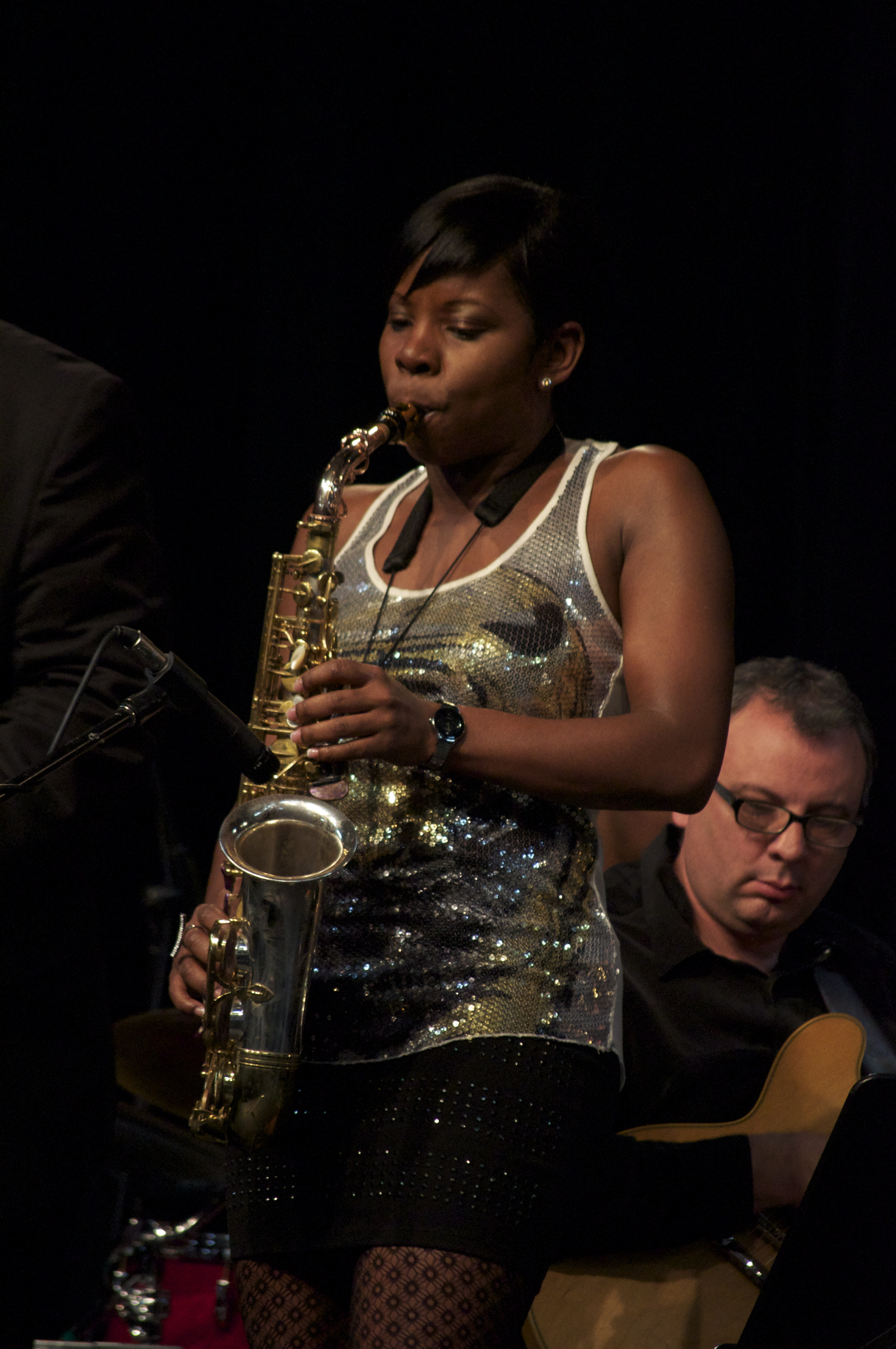
Tia Fuller en 2011.

- 2013 : Rising Star award des critiques de DownBeat[18]
- 2014 : Rising Star award des critiques de DownBeat[18]
- 2018 : nomination au Grammy Award du meilleur album de jazz instrumental pour Diamond Cut[23]
- 2018 : meilleure saxophoniste pour les critiques de JazzTimes[18]
- 2018 : Prix Benny Golson décerné par l'université Howard[18]
- 2018 : Distinguished Alumnae Award de l'Université du Colorado à Boulder[29]
- 2019 : prix #DreamBig du Juneteenth Music Festival[30]

## Style
Tia Fuller est une musicienne novatrice, avec un penchant pour un jazz exubérant et expressif. Ses compositions présentent un travail harmonique subtil.
Elle joue du saxophone alto, du saxophone soprano ainsi que de la flûte. Elle « possède une technique hors pair qui lui permet un débit torride sur tempo vif et une sonorité tranchante qui vous plante son phrasé dans le plexus ». Elle revendique l'influence de Cannonball Adderley et de son jeu teinté de soul,,, mais on peut également entendre des réminiscences de Jackie McLean, d'Ornette Coleman, de John Coltrane, ou de Kenny Garrett.

## Discographie

### En tant que leadeuse
- 2005 : Pillar of Strength (auto-produit)
- 2007 : Healing Space (Mack Avenue)
- 2010 : Decisive Steps (Mack Avenue)
- 2012 : Angelic Warrior (Mack Avenue)
- 2018 : Diamond Cut (en) (Mack Avenue)

### En tant qu'accompagnatrice

#### Avec Sean Jones
- 2004 : Eternal Journey (Mack Avenue)
- 2005 : Gemini (Mack Avenue)
- 2006 : Roots (Mack Avenue)
- 2007 : Kaleidoscope (Mack Avenue)

#### AvecBeyoncé
- 2007 : The Beyoncé Experience Live (Columbia/Sony)
- 2009 : I Am... Yours: An Intimate Performance at Wynn Las Vegas (en) (Columbia/Sony)

#### AvecTerri Lyne Carrington
- 2013 : Money Jungle: Provocative in Blue (Concord Records/GrooveJazz Media)
- 2015 : The Mosaic Project: Love And Soul (Concord Records)

#### Avec Mack Avenue SuperBand
- 2013 : Live From The Detroit Jazz Festival 2012 (Mack Avenue)
- 2016 : Live From The Detroit Jazz Festival 2015 (Mack Avenue)

#### Autres participations
- 2006 : Nancy Wilson, Turned to Blue (MCG Jazz)
- 2006 : Brad Leali Jazz Orchestra, Maria Juanez (TCB Records)
- 2010 : Anthony Branker & Ascent, Dance Music (Origin Records)
- 2011 : Captain Black Big Band, Captain Black Big Band (Origin Records)
- 2012 : Ralph Peterson, The Duality Perspective (Onyx Music)
- 2013 : Dianne Reeves, Beautiful Life (Concord Records)
- 2018 : Lewis Porter, Beauty&Mystery (Altrisuoni)
- 2018 : Jerome Jennings, Solidarity (IoLa Records)
- 2019 : Melissa Gardiner, Empowered (autoproduit)
- 2020 : Adonis Rose, Piece of Mind, Live at Blue Llama (Storyville Records)
- 2020 : Rachel Eckroth, March (autoproduit)
- 2021 : SWR Big Band, Magnus Lindgren, John Beasley, Bird Lives (ACT)

### Musique de film
- 2020 : participation à la musique de Soul de Pete Docter, sous la direction de Jon Batiste[26]